# Yuza
Yuza (遊佐町 Yuza-machi?) es un pueblo localizado en la prefectura de Yamagata, Japón. En junio de 2019 tenía una población de 13.324 habitantes y una densidad de población de 63,9 personas por km². Su área total es de 208,39 km².

## Geografía

### Municipios circundantes
- Prefectura de Yamagata
  - Sakata
- Prefectura de Akita
  - Yurihonjō
  - Nikaho

## Demografía
Según datos del censo japonés, la población de Yuza ha disminuido en los últimos años.
| Año del censo | Población |
| ------------- | --------- |
| 1995          | 18.895    |
| 2000          | 18.037    |
| 2005          | 16.852    |
| 2010          | 15.480    |
| 2015          | 14.207    |